# San Antonio de Ibarra
San Antonio de Ibarra è una cittadina nell'Ecuador settentrionale (Provincia dell'Imbabura) situata a soli 6 chilometri dal suo capoluogo Ibarra. Ha una popolazione, al 2011, di 17.500 abitanti.

## Storia
La località, amministrativamente, è stata fondata il 24 marzo del 1693, ma si hanno notizie di stanziamenti di persone già da un secolo prima.

## Luoghi di interesse e folclore
- Vulcano Imbabura
- Cattedrale
- Chiesa episcopale
- San Antonio è famosa per essere un centro di artigiani del legno.[2] Durante la sua visita in Ecuador, papa Francesco ha ricevuto in dono una scultura di Jorge Villalba, nativo di San Antonio.[3]